# Giuseppe Mangiarotti
Giuseppe Mangiarotti (Broni, 27 maggio 1883 – Bergamo, 24 ottobre 1970) è stato uno schermidore italiano, specializzato nella spada.
È stato campione d'Europa di spada sia nel torneo a squadre, sia in quello individuale.

## Biografia
Giuseppe Mangiarotti nacque a Broni, cittadina dell'Oltrepò Pavese, il 27 maggio 1883 da Carlo, avvocato di famiglia facoltosa, e da Adelina Stehle, soprano lirico di una certa notorietà.
Frequentate le scuole superiori a Losanna, si dedicò al commercio, viaggiando in Germania, Francia e Inghilterra.
Giuseppe Mangiarotti intraprese l'attività di schermidore a 24 anni, età piuttosto avanzata, dopo aver praticato altri sport quali alpinismo, ginnastica, tennis e canottaggio.
Entrò nel mondo della scherma per una serie di coincidenze: nella Milano di inizio secolo, venditore di automobili appassionato di culturismo, riunitosi in un noto locale con alcuni amici, gli fu presentato il giornalista sportivo Olderico Rizzotti, campione italiano di fioretto. 
Rizzotti era un uomo esile, mentre Mangiarotti, campione di sollevamento pesi con fisico e muscolatura possente, lo guardò mettendosi a ridere.
Il primo si offese e, per dimostrargli che la scherma è uno sport per il quale non è necessaria molta forza fisica, bensì prontezza di riflessi e agilità, lo sfidò a duello.
Il caso volle che nello stesso locale fosse presente il maestro siciliano Enrico Lancia di Brolo, che si candidò a prepararlo per la sfida.
Venne il giorno del duello: Rizzotti, sicuro di sé, concesse un vantaggio, ma Mangiarotti lo batté alle 20 stoccate.
La vittoria fece scalpore e Mangiarotti si appassionò presto alla nuova disciplina, facendone il proprio punto di forza.
L'attività agonistica iniziò nel 1906 e nel 1908 Mangiarotti partecipò già alle Olimpiadi di Londra, perfezionato e preparato per l'occasione dal maestro Luigi Colombetti.

### Vita privata
Nel 1917 sposò la diciassettenne Rosa Pirola, detta Rosetta, nata a Renate, in Brianza, anch'ella futura schermitrice.
Dalla loro unione nacquero Edoardo (1919-2012) e Mario (1920-2019); il primogenito Dario (1915-2010), nato da una relazione precedente al matrimonio, crebbe comunque nella famiglia paterna. Morì a Bergamo il 24 ottobre 1970.
Riposa al Cimitero Monumentale di Milano.

## Palmarès
In carriera ha ottenuto i seguenti risultati:

### Campionati italiani
Individuale
- Oro nella spada nel 1906
- Oro nella spada nel 1907
- Oro nella spada nel 1908
- Oro nel fioretto nel 1908

A squadre